# Kền kền xám tro
Kền kền xám tro hay còn gọi là đại bàng đầu trọc (danh pháp hai phần: Aegypius monachus), là một loài chim thuộc Họ Ưng (Accipitridae). Đây một trong hai loài kền kền lớn nhất thế giới cũ (Cựu thế giới) và chỉ có quan hệ họ hàng xa với kền kền Tân thế giới.

## Phạm vi và môi trường sống

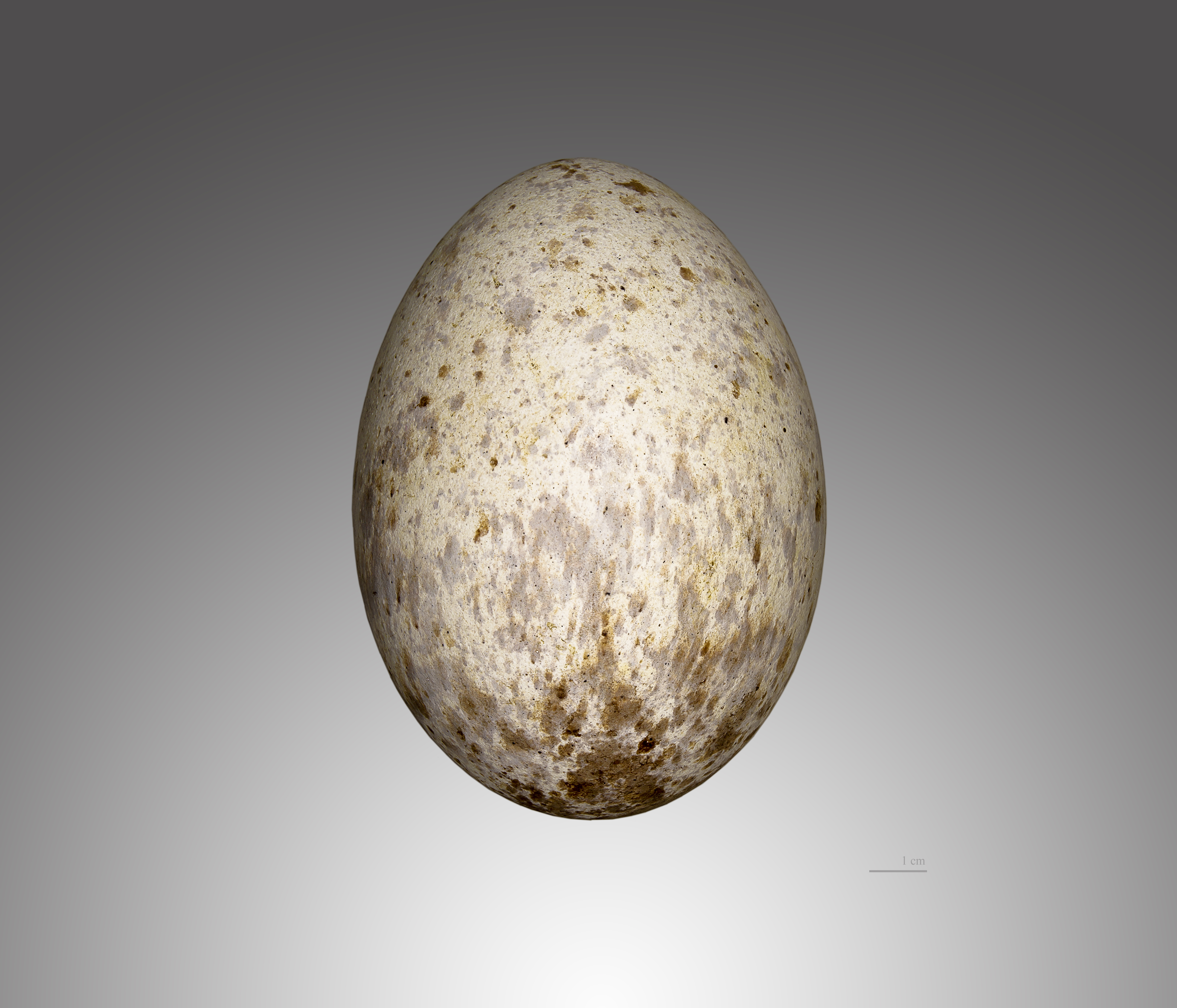
Trứng Aegypius monachus

Khu vực sinh sống của Kền kền xám tro kéo dài từ châu Âu sang châu Á. Ở châu Âu chúng được tìm thấy trên bán đảo Iberia, miền Nam nước Pháp, Hy Lạp, Thổ Nhĩ Kỳ, còn châu Á thì bao gồm khắp Trung Đông, thông qua Pakistan, miền Bắc Ấn Độ và giới hạn phía đông của nó ở trung tâm châu Á Kền kền xám tro sinh sản ở phía bắc Trung Quốc, Mãn Châu, Mông Cổ và Hàn Quốc. Nó là loài không di cư ngoại trừ những nơi trong phạm vi phân bố có mùa đông giá rét gây ra việc hạn chế di chuyển.

## Mô tả
Kền kền xám tro có kích thước dài tới 120 cm (47 inch) và cân nặng tới 14 kg (31 lb) Chúng có đặc điểm rất dễ nhận biết đó là trên đầu không có lông, chỉ có chút ít lông tơ, mịn che kín da đầu.
Kền kền xám tro thường ăn thịt các xác chết các loài động vật lớn, là đặc điểm của một loài kền kền.

## Hình ảnh

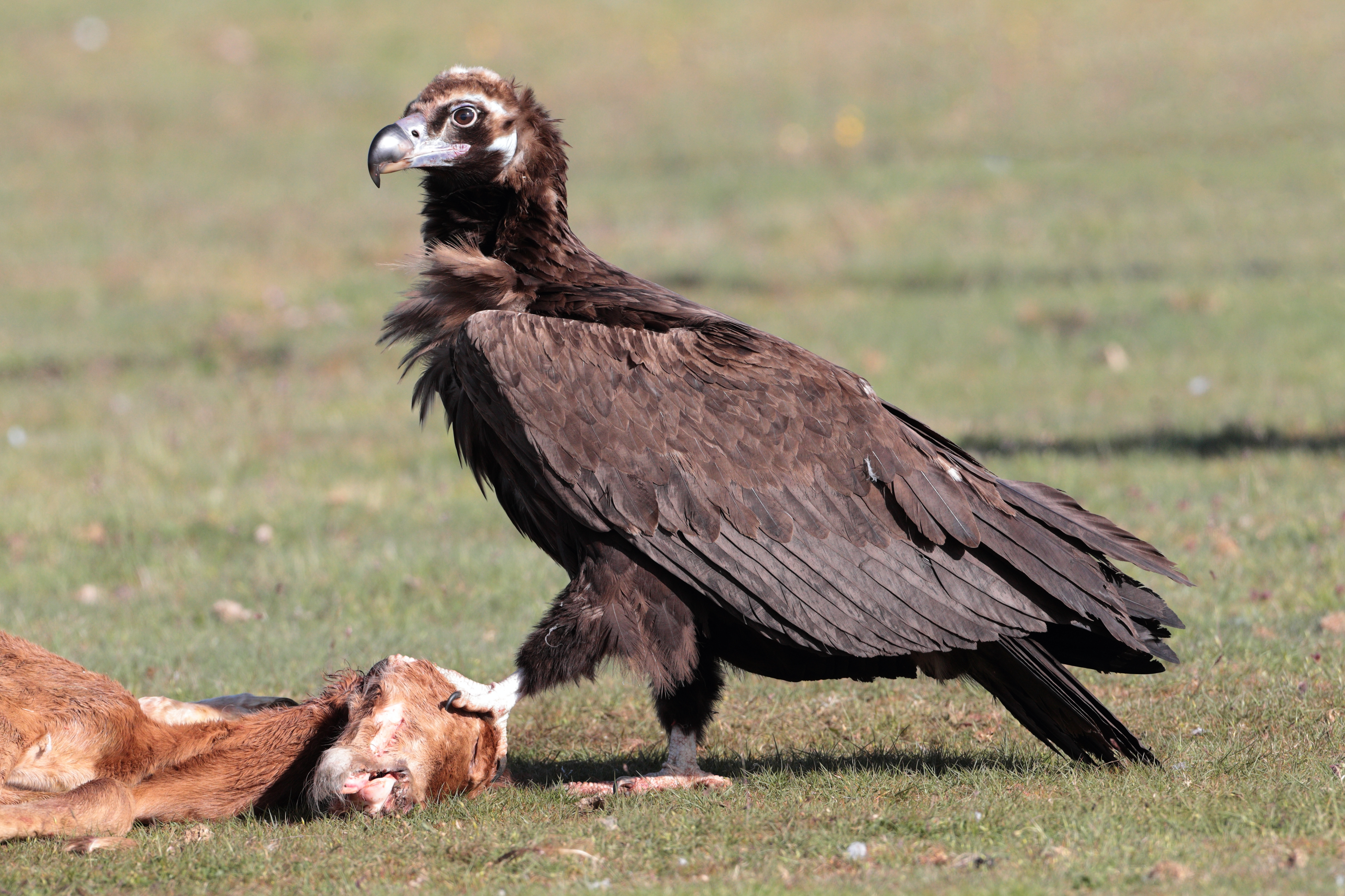
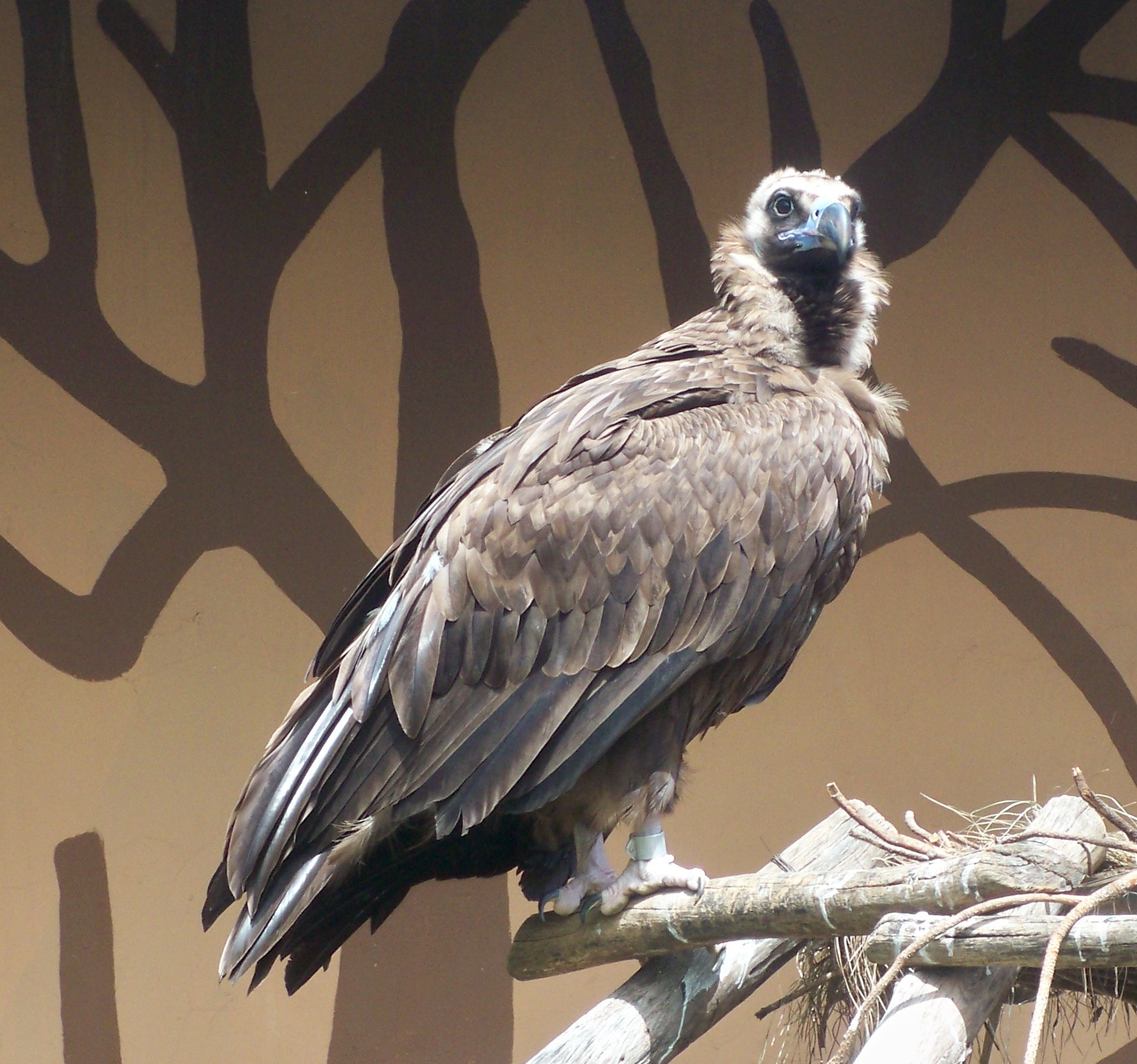
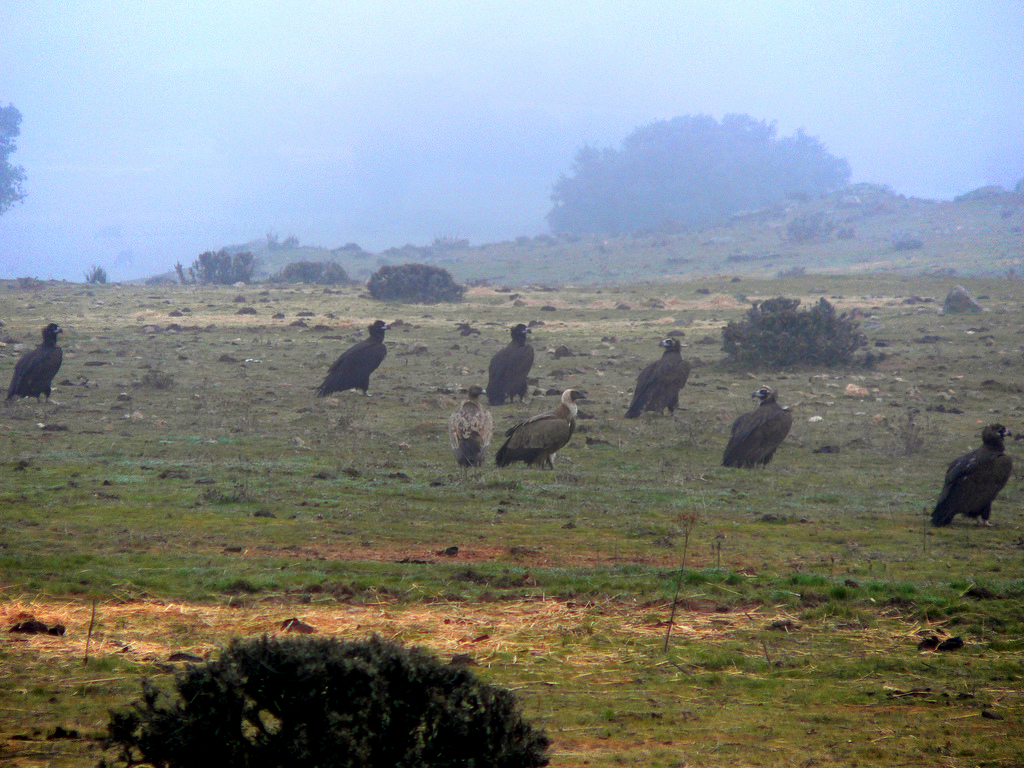
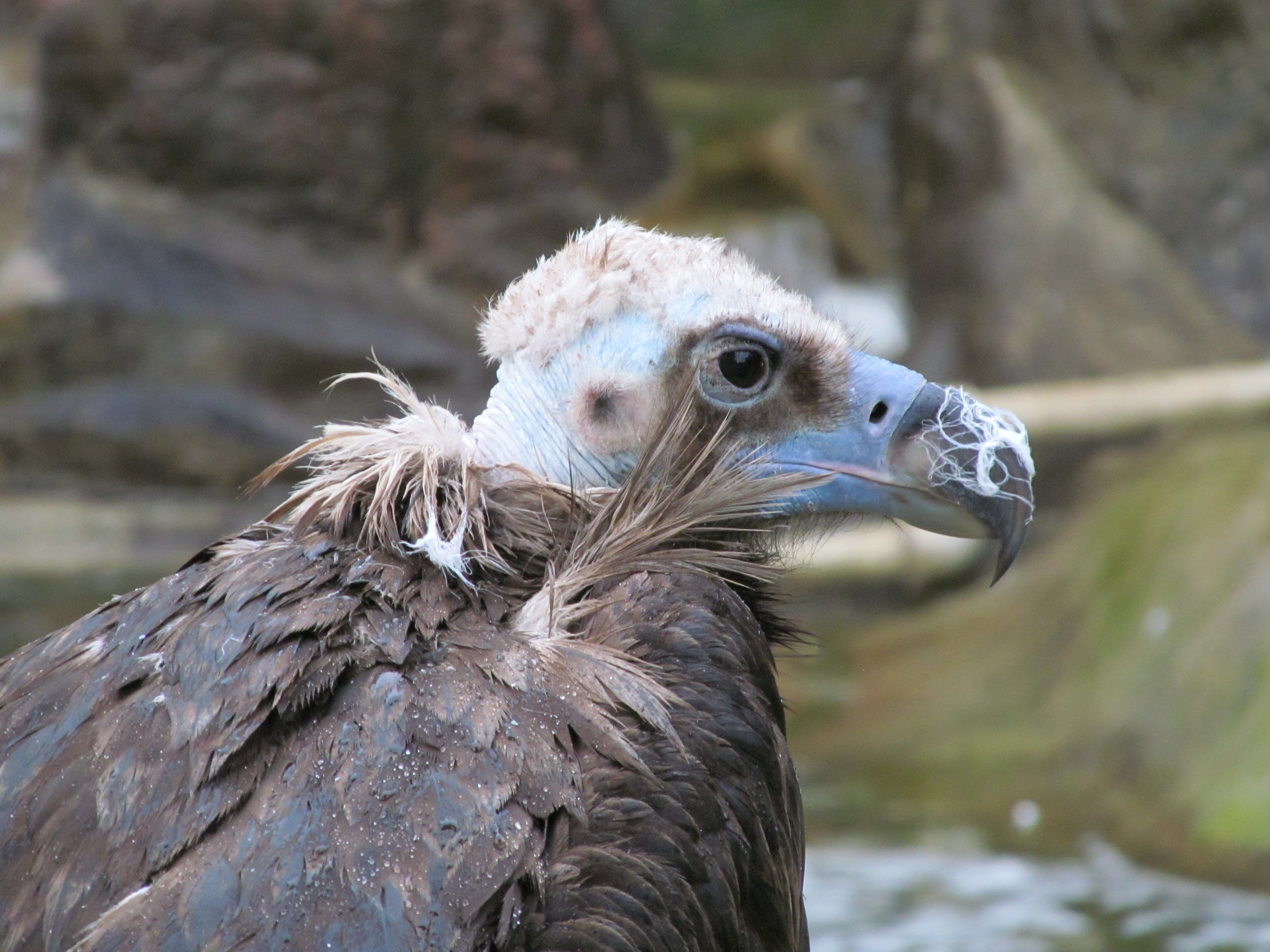
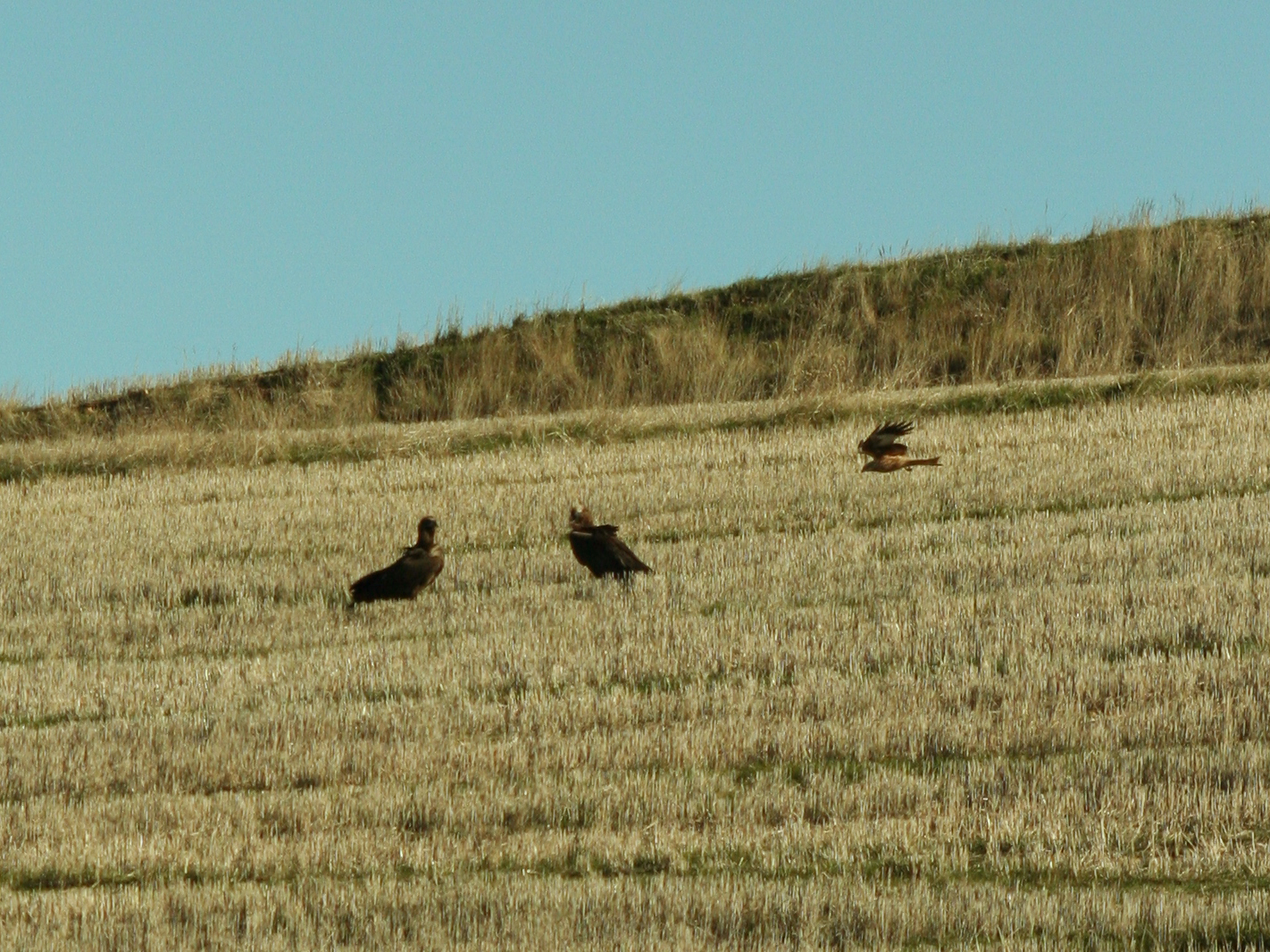
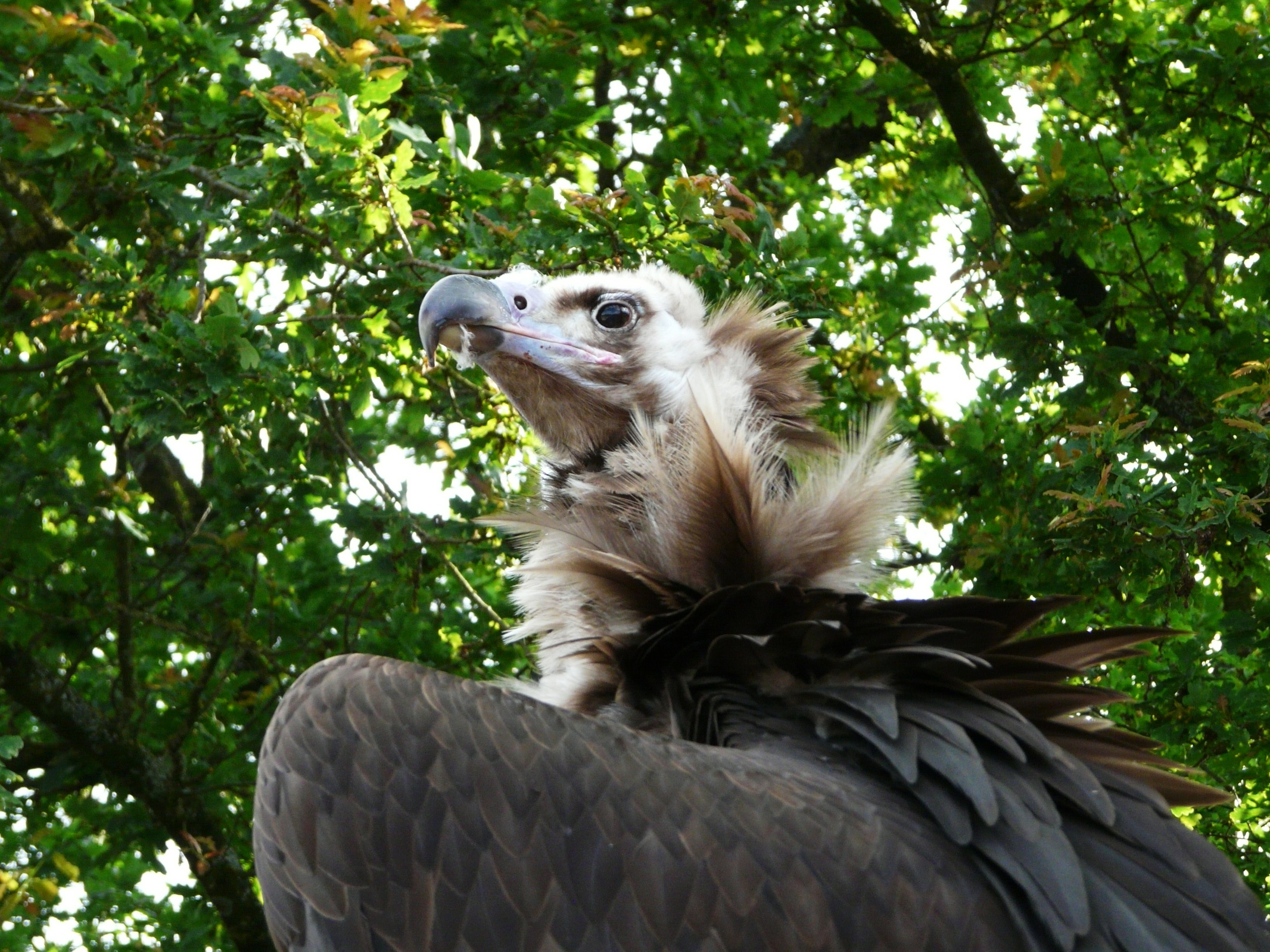
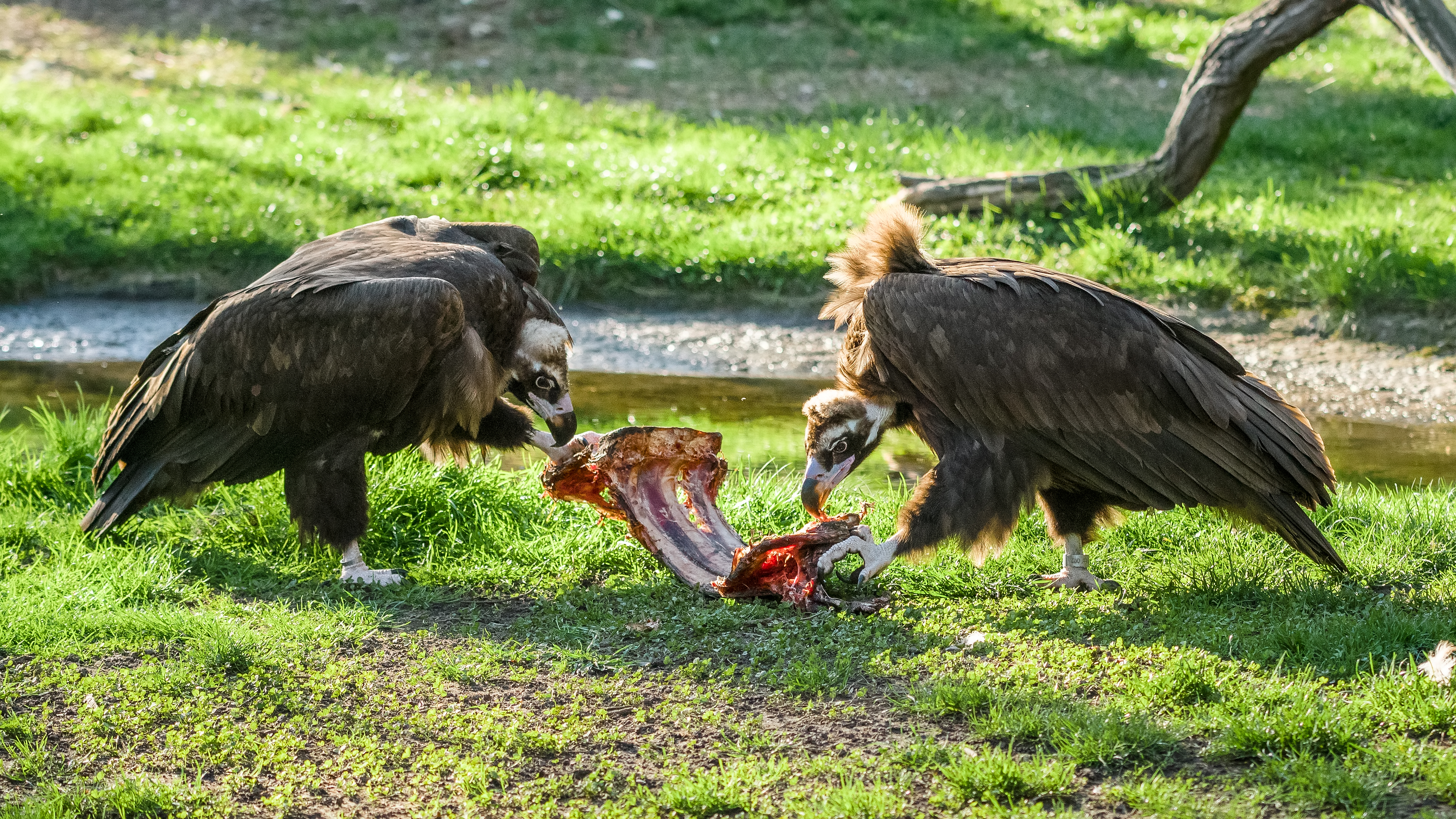
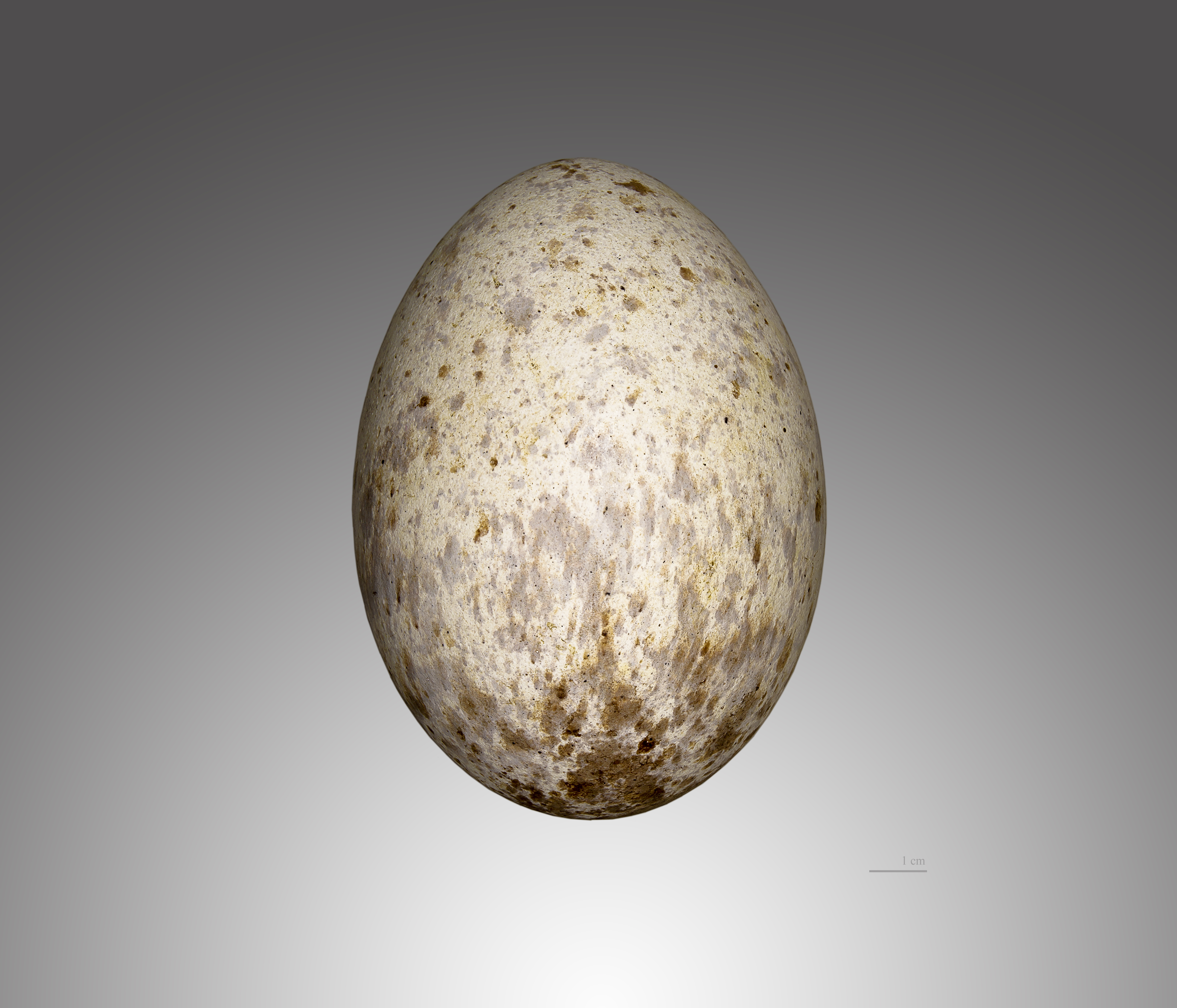